# Agence Rol
L'agence Rol est une agence de reportage photographique créée en 1904 par le photographe Marcel Rol (1876-1905) et disparue en 1937 en raison de sa fusion avec les agences Meurisse et Mondial Photo Presse.
La Bibliothèque nationale de France conserve plus de 130 000 photographies de l'agence Rol (fonds concernant l'actualité et le sport) tandis que le musée de l'Air et de l'Espace du Bourget détient 27 905 photographies de l'agence (fonds aéronautique).
Les photographies de l'agence Rol sont numérisées par la BnF, acquéreur du fonds depuis 1961, et progressivement ajoutées sur le site Gallica,.

## Histoire
En 1904, l'agence est dirigée par Marcel Rol et Louis Tresca. Elle est située au 37 rue Joubert, à Paris (9e arrondissement).
Les premières photographies de l’agence Rol-Tresca paraissent dans la revue sportive Armes et Sports, en janvier 1904, d'autres dans La Vie au grand air, magazine auquel Marcel collaborait dès 1903.
Rol fonde une deuxième agence, dénommée Marcel Rol et Cie, à la suite de la dissolution de la première société en décembre 1904.
L'emplacement de l'agence reste identique. Après la mort de Marcel, le 17 septembre 1905, c'est Denis Rol, son père, jusqu'alors comptable de l'entreprise, qui prend les rênes de l'agence. Denis présidera au déménagement de l'agence en 1908. Au début de l'année, l'agence s'installe au 4 rue Richer, adresse qu'elle ne quittera plus jusqu'en 1937. Denis Rol meurt le 1er juillet 1910.
Son épouse, Mathilde, la mère de Marcel, dirige alors l'agence jusqu'en avril 1923.
Mathilde Rol (née Liffrand) vend alors l'agence au photographe Georges Devred (1887-1932), qui travaillait pour l'agence depuis 1911.
Georges Devred est directeur de l'agence entre 1923 et 1932.
L'agence continue son activité après le décès de Georges Devred sans que l'on connaisse le nom de ses dirigeants.
Les dernières photos de l'agence paraissent en juin 1937.
L'agence fusionne avec Mondial Photo-Presse et l'Agence de presse Meurisse pour résister à la concurrence, formant ainsi l'agence SAFRA, rebaptisée SAFARA (Service des agences françaises d’actualités et de reportages associés).

## Activités
L'agence Rol fut d'abord une agence photographique spécialisée dans le reportage sportif (le cyclisme, la boxe, l’aéronautique…), mais elle élargit peu à peu ses reportages à tous les aspects de l’actualité, traitant de sujets variés mais principalement français, qu’ils soient politiques, sociaux, économiques, culturels ou sportifs : le Tour de France cycliste, la mode aux courses, l’automobile et l’aéronautique mais aussi des sujets comme la Première Guerre mondiale ou encore l'Exposition universelle de 1937. L'agence Rol effectue aussi des reportages concernant la vie diplomatique : visites de chefs d’État, cérémonies officielles, etc..

## Quelques clichés de l'agence Rol
82 000 photographies sont accessibles en ligne sur le site Gallica (période 1904-1936).

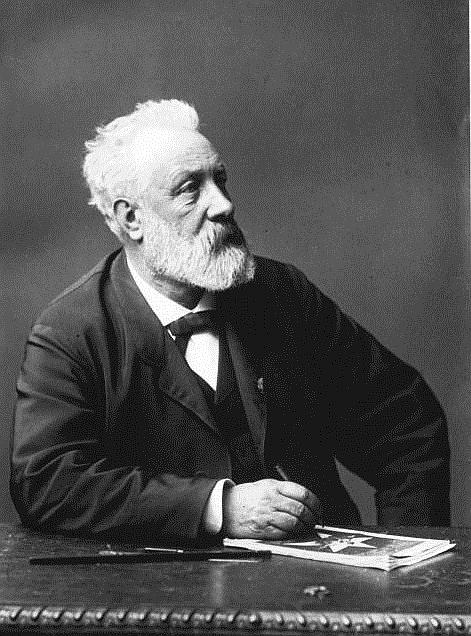
Jules Verne (1909).
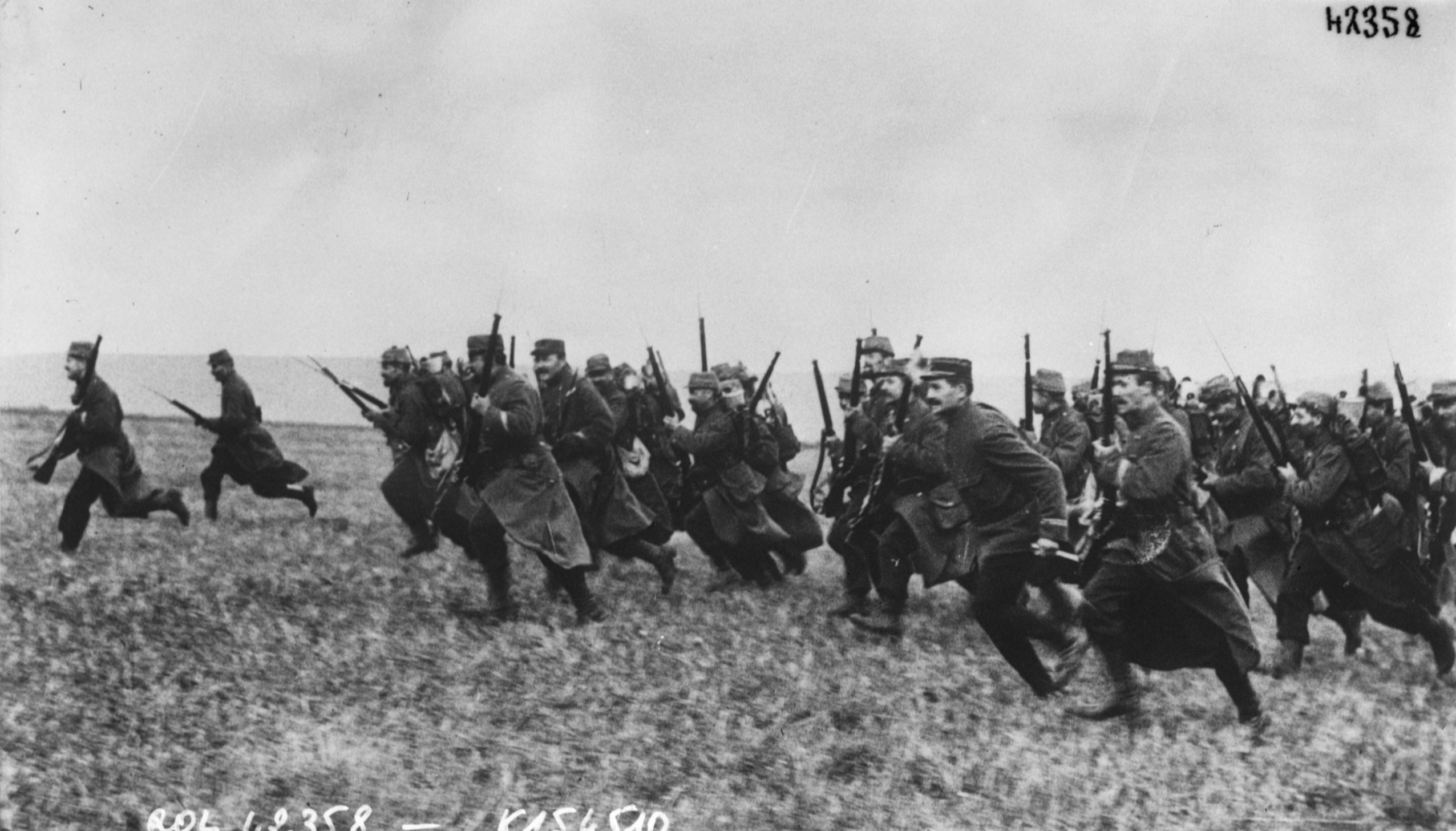
Infanterie française chargeant à la baïonnette (1914).
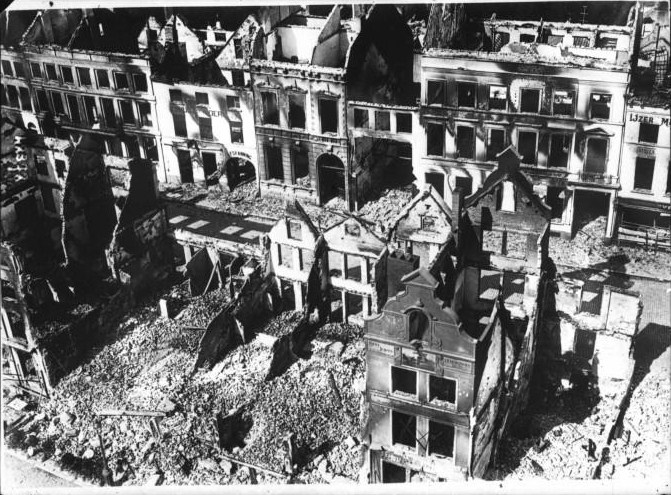
Termonde bombardée vue d'avion (1914).
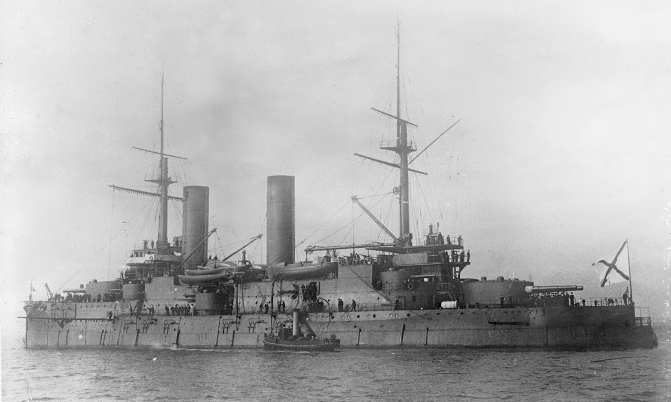
Le cuirassé russe Slava (photo prise en 1915).
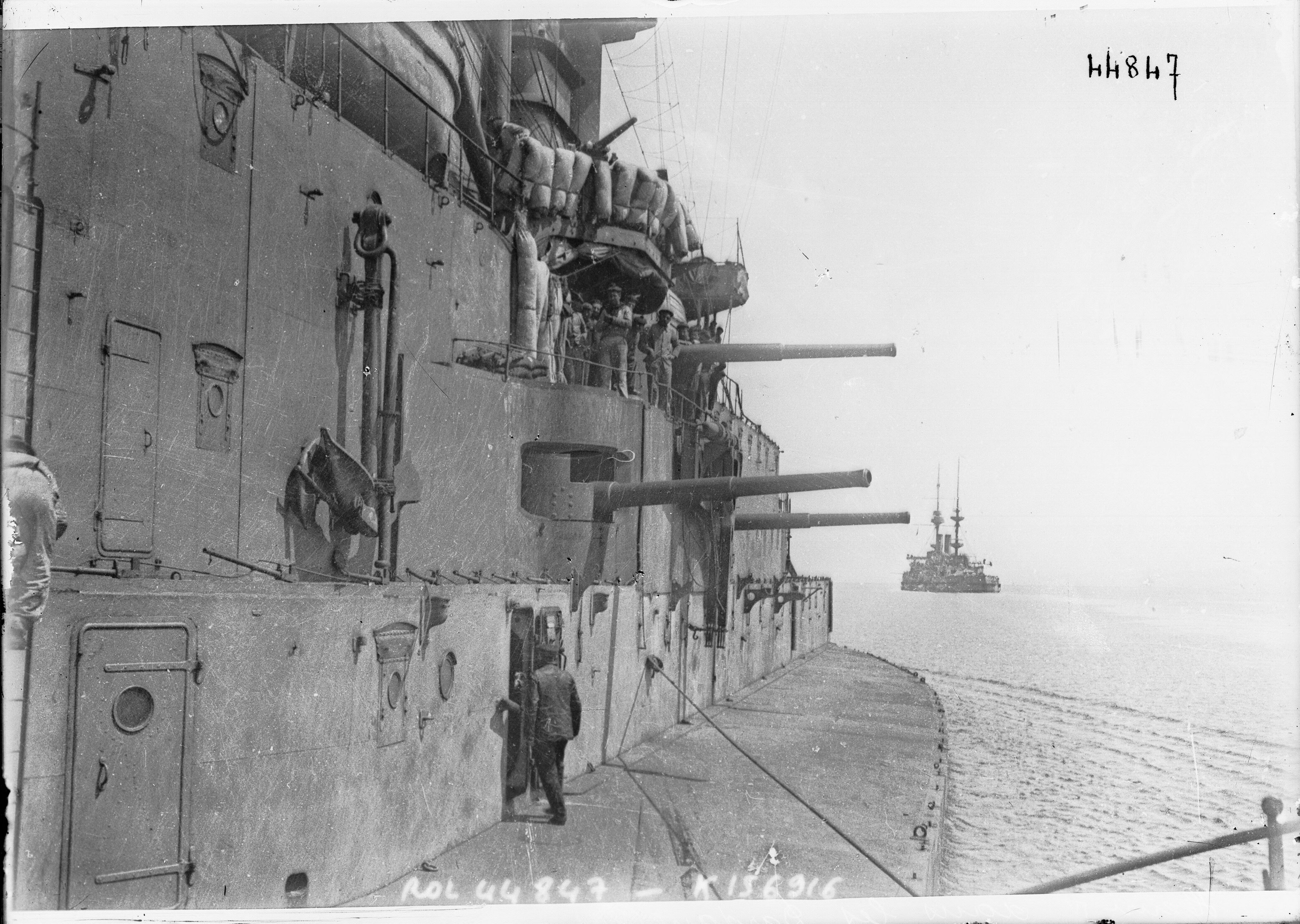
Le cuirassé français Henri IV dans les Dardanelles. (1915).
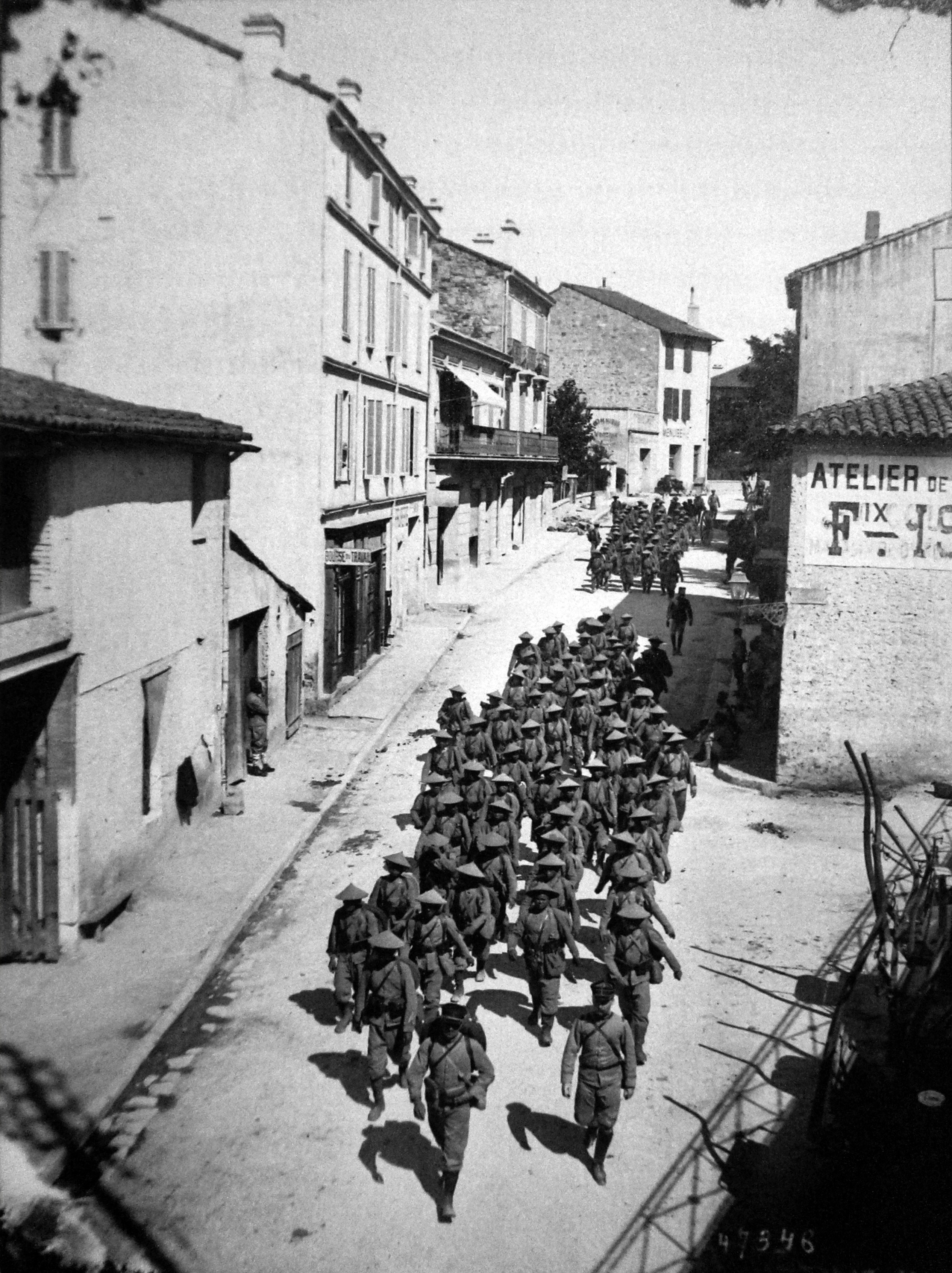
Tirailleurs vietnamiens à Saint-Raphaël (1916).
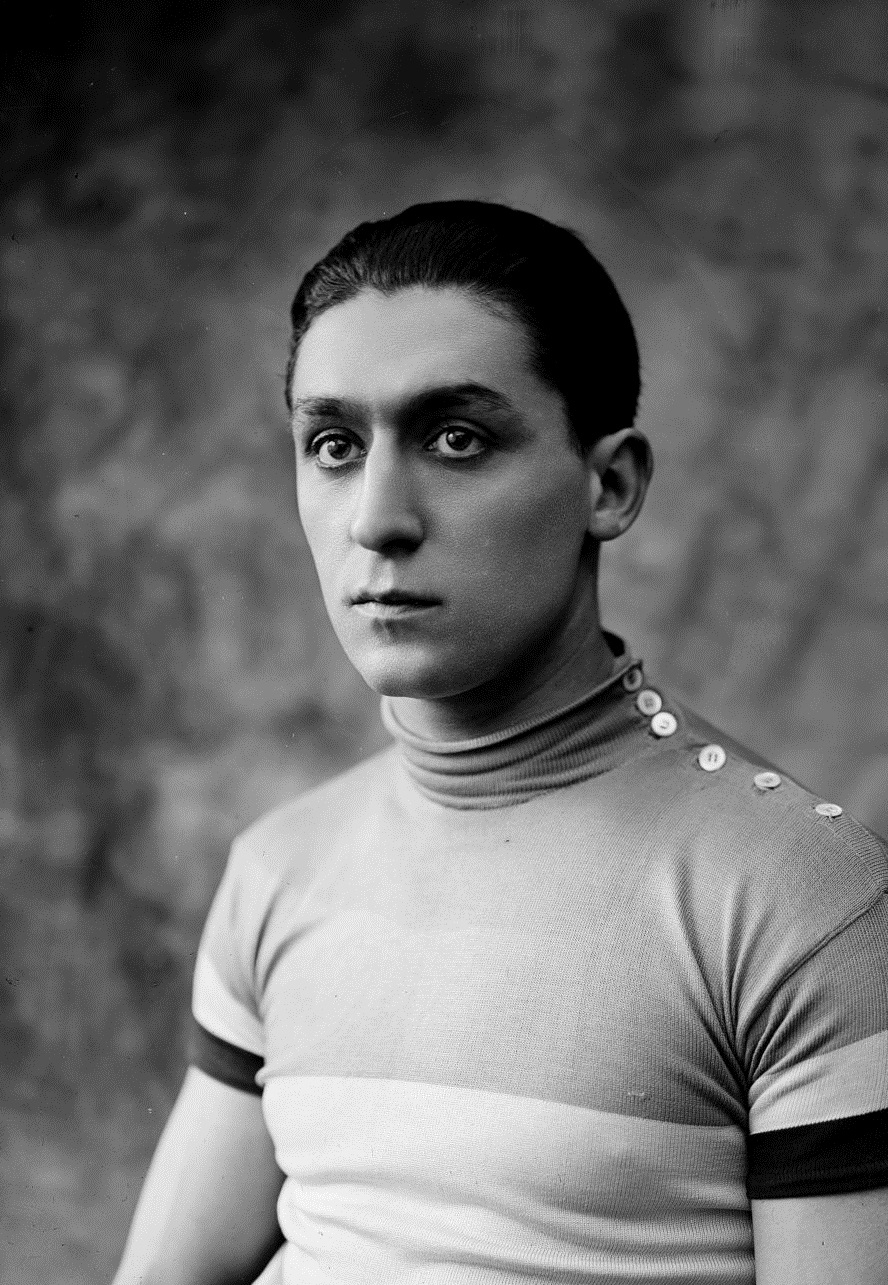
Le coureur cycliste Pierre Sergent (photographie prise en 1919).
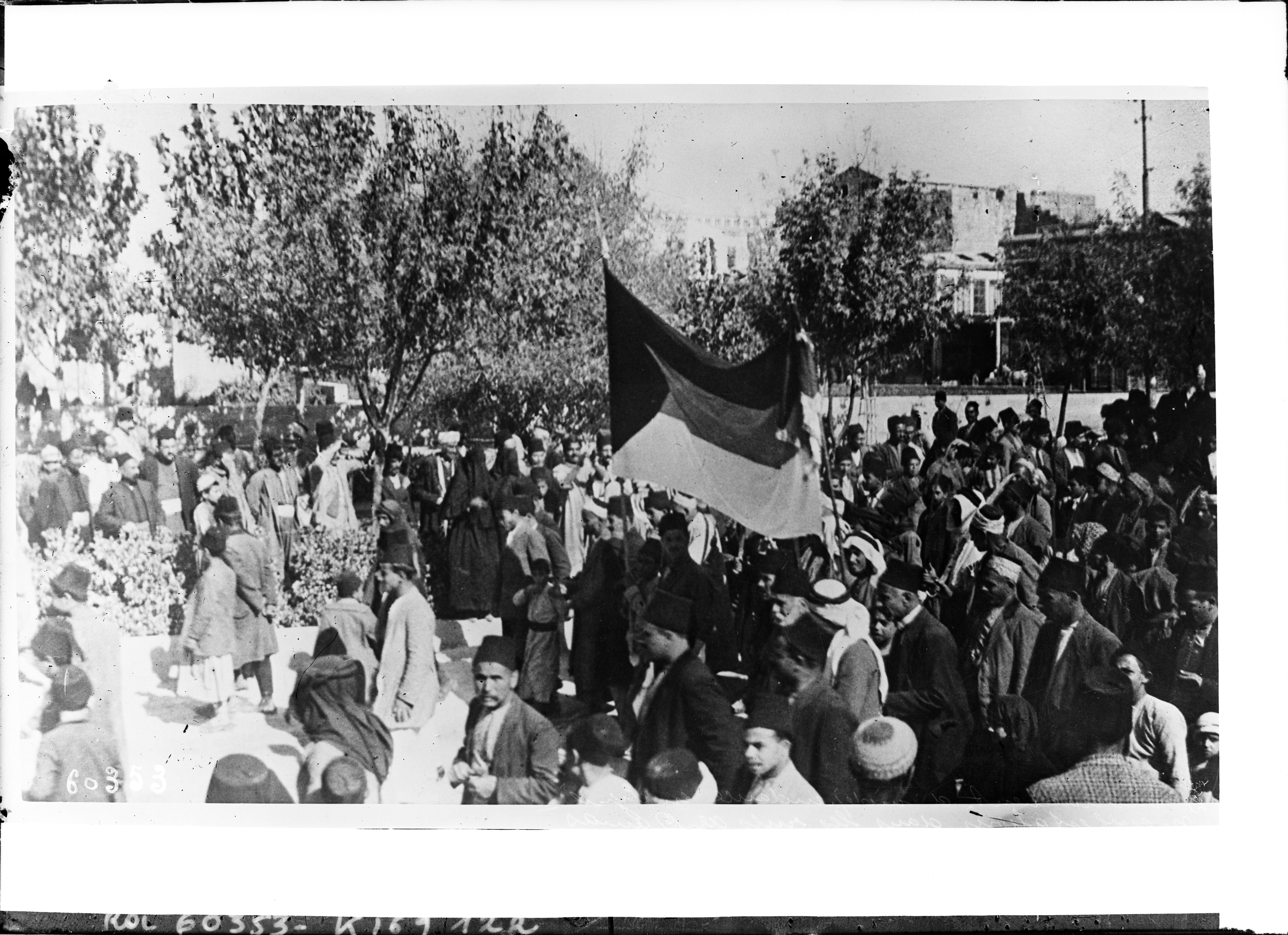
Le mouvement d'indépendance en Syrie, 1920.
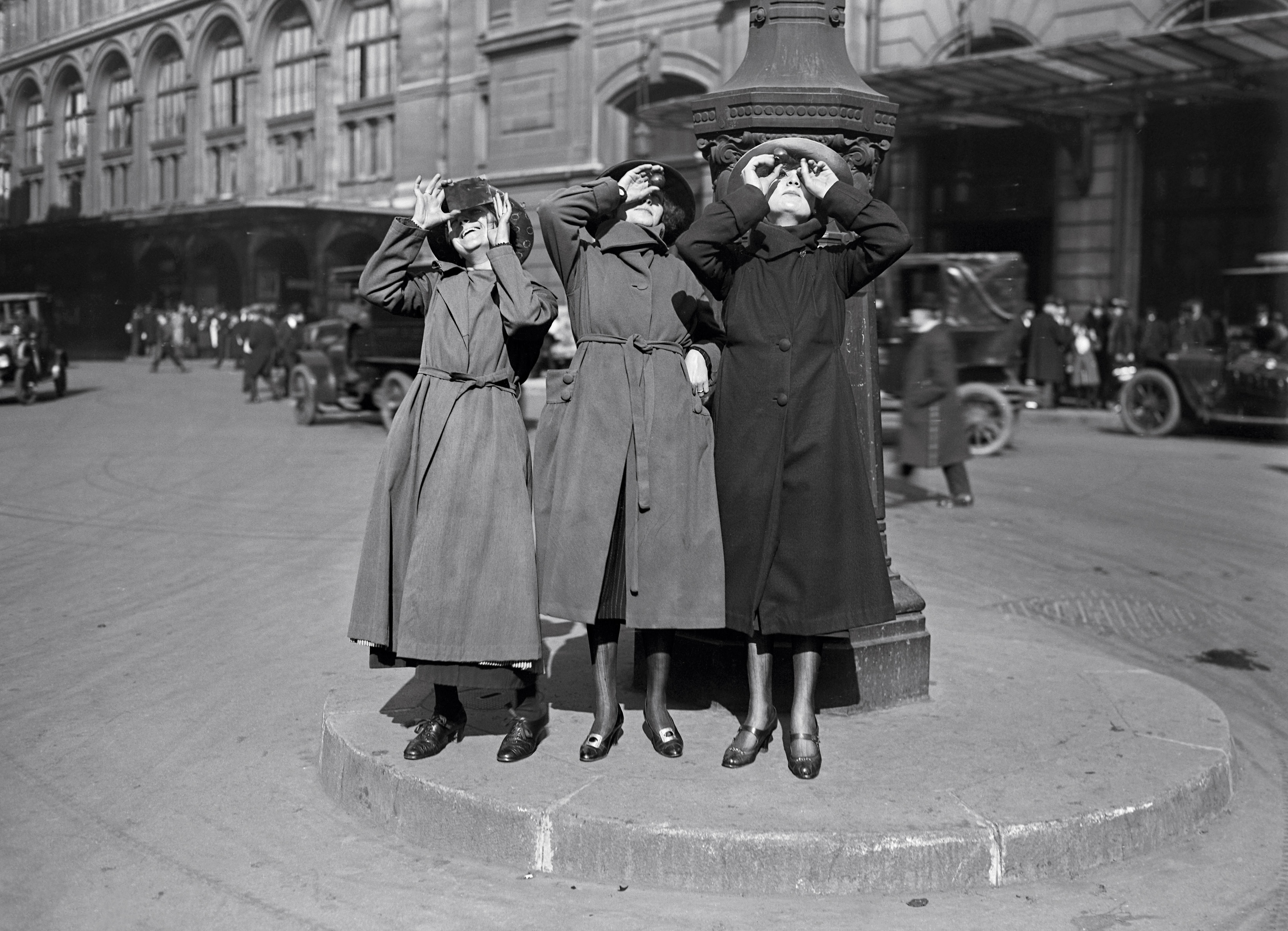
Éclipse de soleil, gare Saint-Lazare, Paris 8e (8 avril 1921).
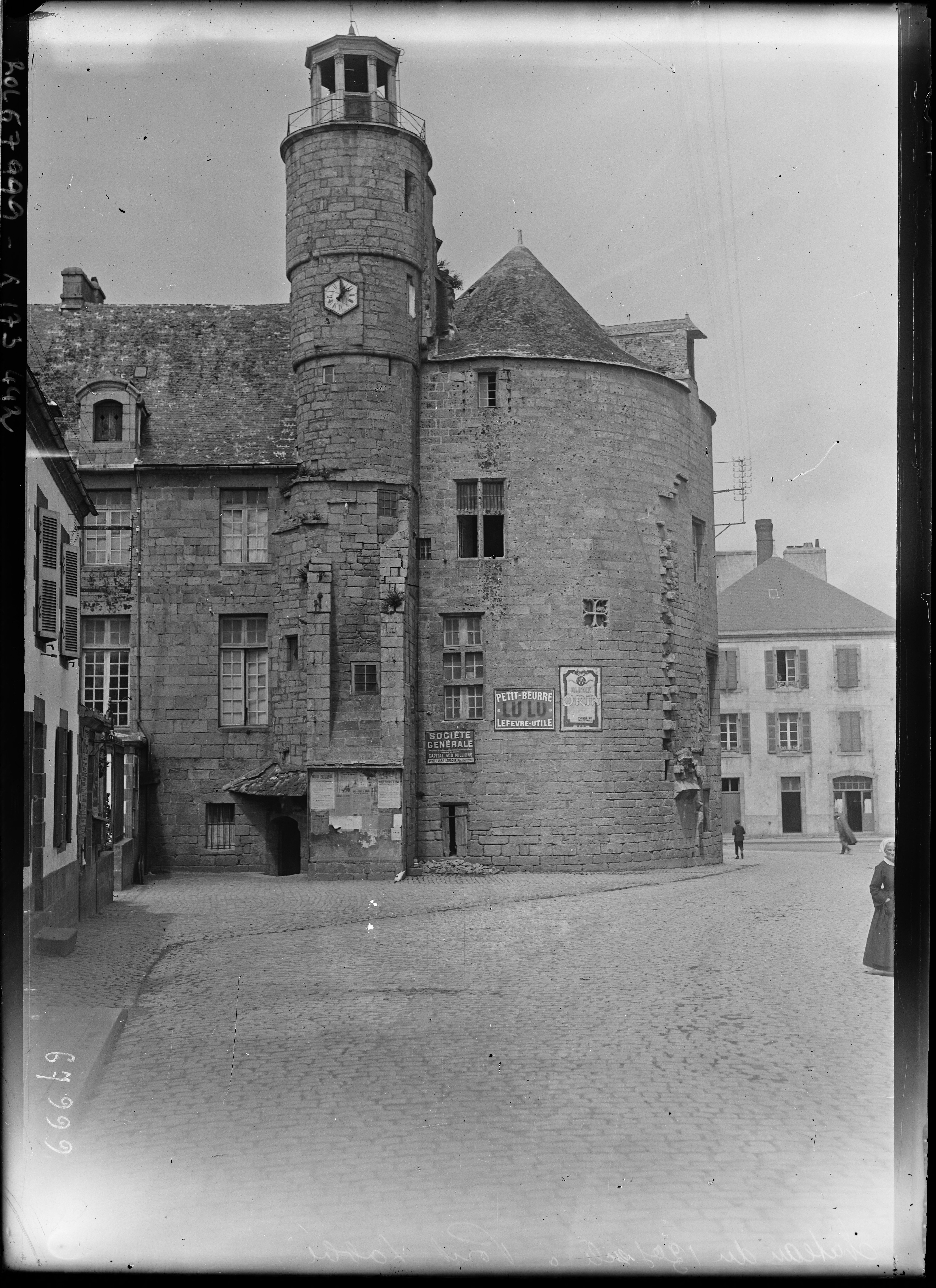
Le château de Pont-l'Abbé (photographie prise en 1921).
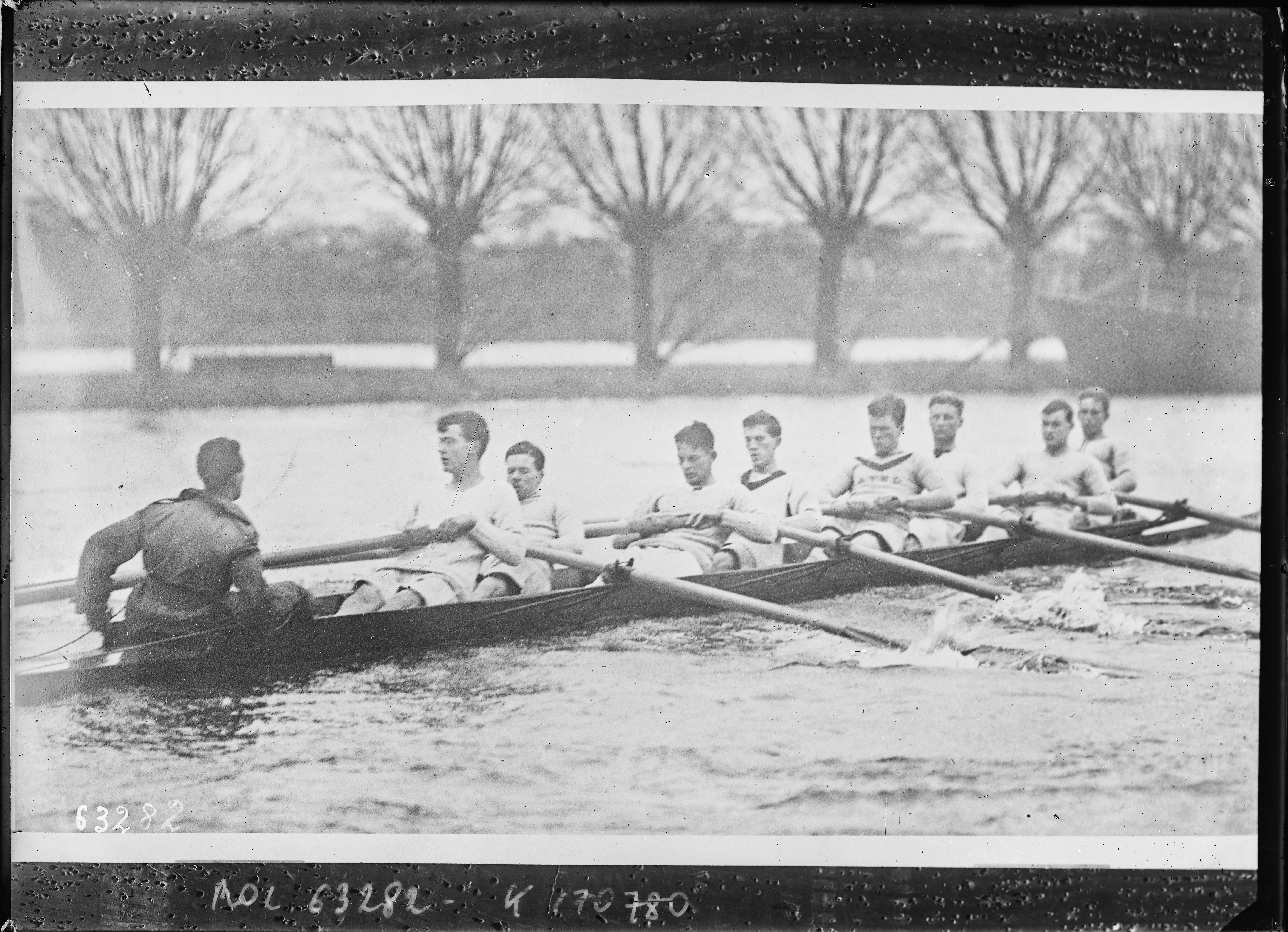
L'équipe d'avirons d'Oxford (1921).
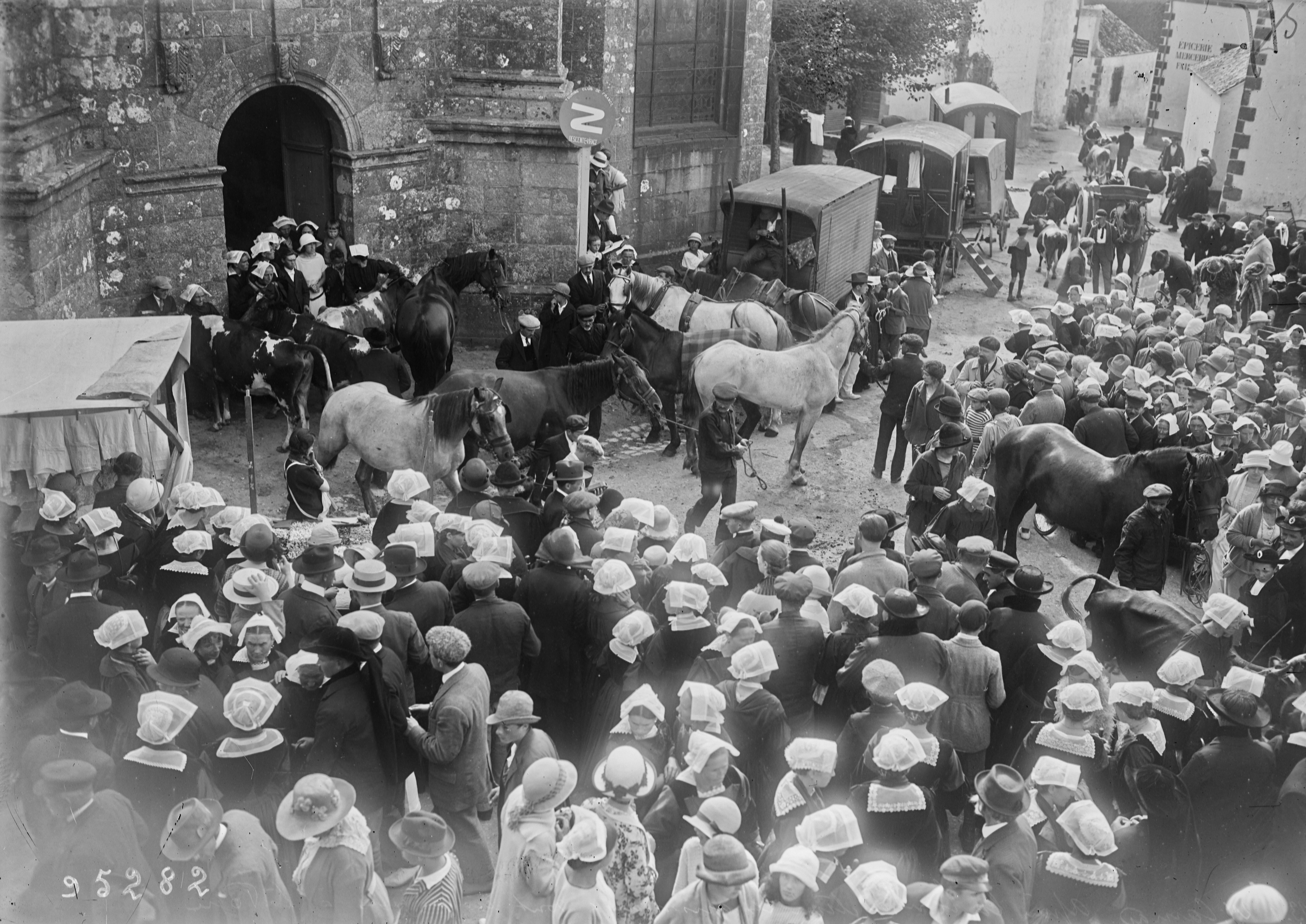
Église Saint-Cornély de Carnac : la bénédiction des chevaux sous la statue de saint Cornély lors du pardon de 1924.
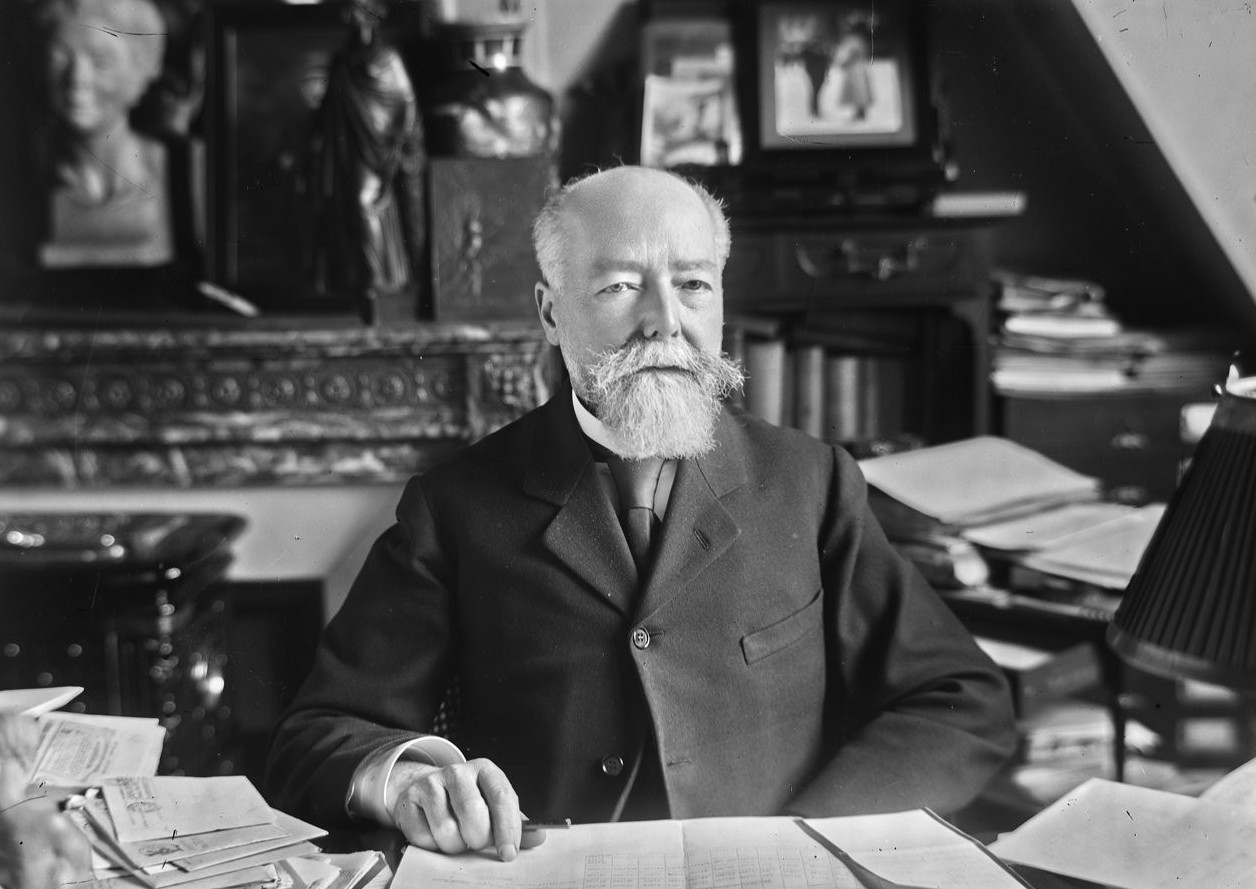
L'homme politique Paul Doumer à son bureau (1924).